# Dmytro Zajciw
Dmytro Zajciw (ucraïnès. Дмитро Зайців; 17 de febrer de 1897 – desembre de 1976) va ser un entomòleg ucraïnès i brasiler, destacat per la seva col·lecció i pels seus nombrosos descobriments d'escarabats. Va néixer a Velyka Mykhailivka, Ucraïna i va morir a Rio de Janeiro, Brasil. Va ser l'autor de Two new generes and species of neotropical Longhorn beetles (Coleoptera Cerambycidae), 1957, Contribution to the study of Longhorn beetles of Rio de Janeiro (Coleoptera Cerambycidae), 1958, i va ser el primer a descriure els gèneres Adesmoides i Pseudogrammopsis, així com les espècies Beraba angusticollis i Mionochroma subaurosum, entre moltes altres.

## Reconeixement
Dues espècies d'insectes van rebre el seu nom en honor a Dmytro Zajciw:
- Neochrysoprasis zajciwi (Franz, 1969): escarabat de Bolívia[10] i única espècie del gènere Neochrysoprasis,[11] distribuït per la part tropical d'Amèrica del Sud.
- Seabraia zajciwi (Lane, 1965): escarabat de la Guaiana Francesa i el Brasil.[12]